# Cokoviće
Cokoviće (cyr. Цоковиће) – wieś w Serbii, w okręgu raskim, w mieście Novi Pazar. W 2011 roku liczyła 7 mieszkańców.